# Pfarrkirche Herz Jesu (Flüelen)

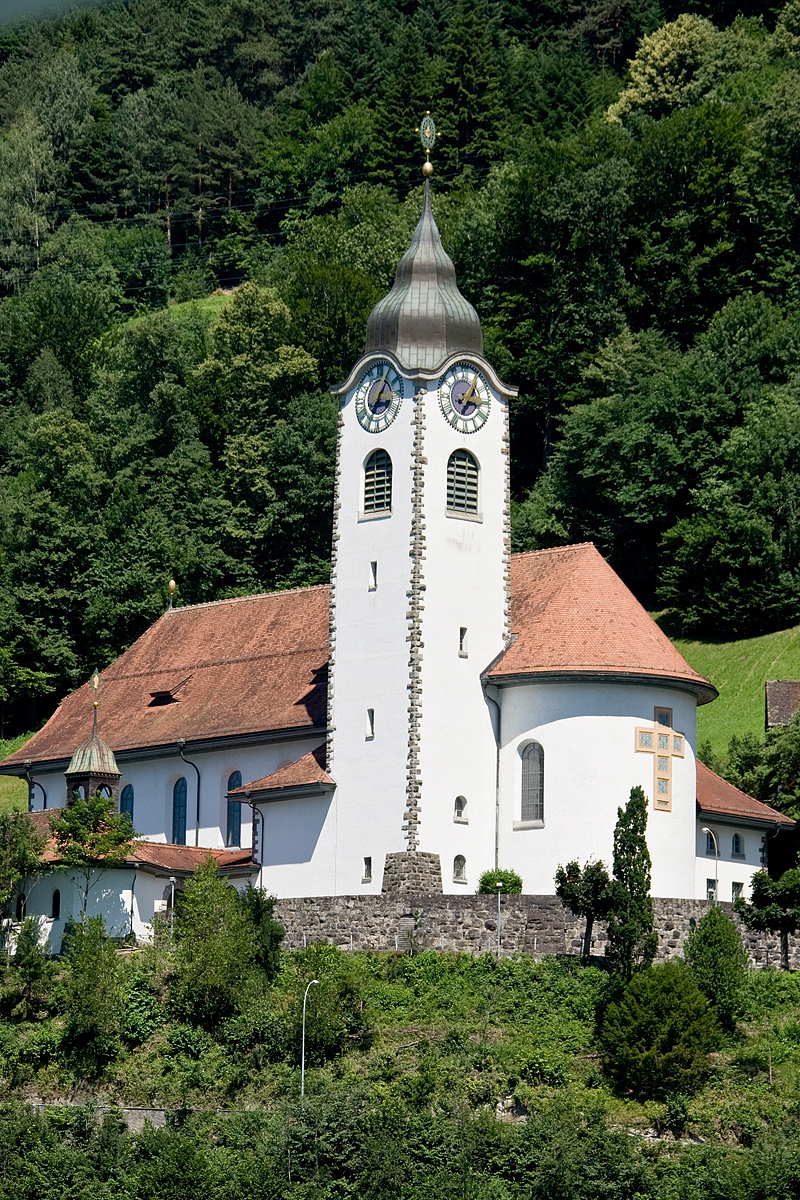
Pfarrkirche Herz Jesu in Flüelen

Die Pfarrkirche Herz Jesu ist die Kirche der Pfarrei Flüelen im Schweizer Kanton Uri. Sie steht auf dem Grundbühl zwischen dem alten Dorfkern von Flüelen am Gruonbach und dem Ausserdorf über dem Urnersee. Die Pfarrgemeinde Flüelen gehört zur Landeskirche Uri im Bistum Chur.

## Geschichte

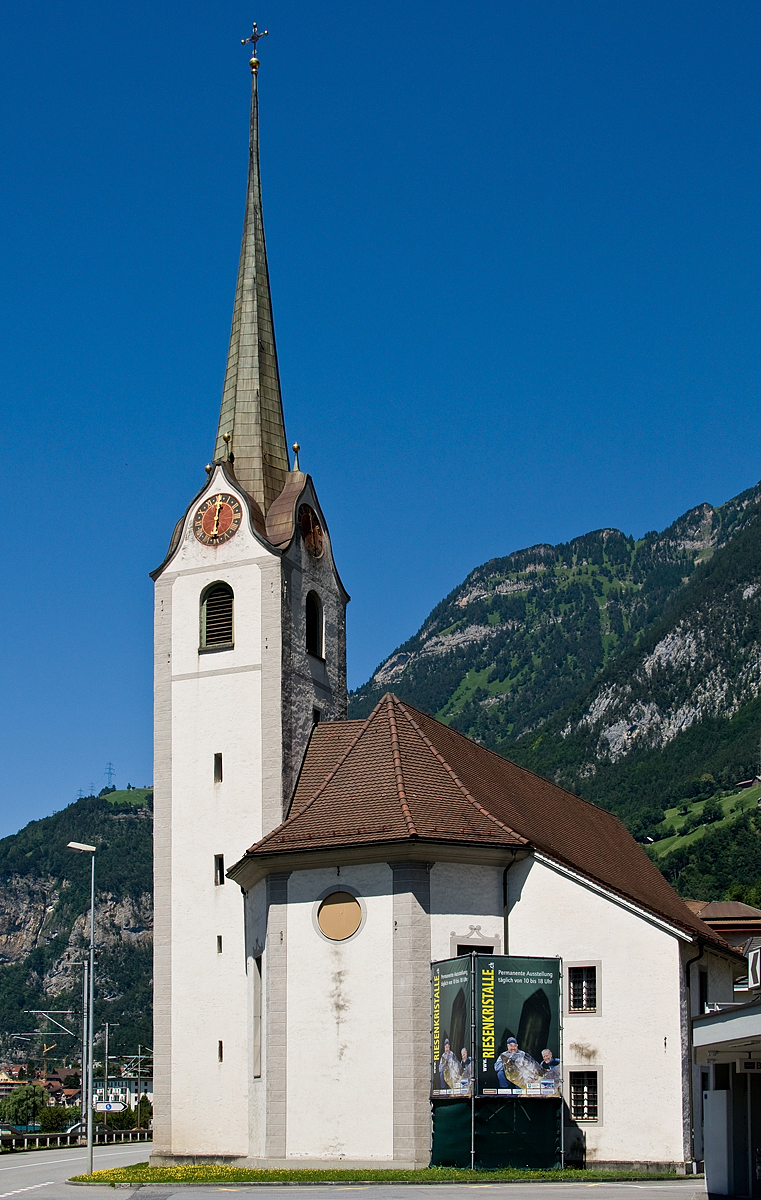
Alte Kirche von Flüelen

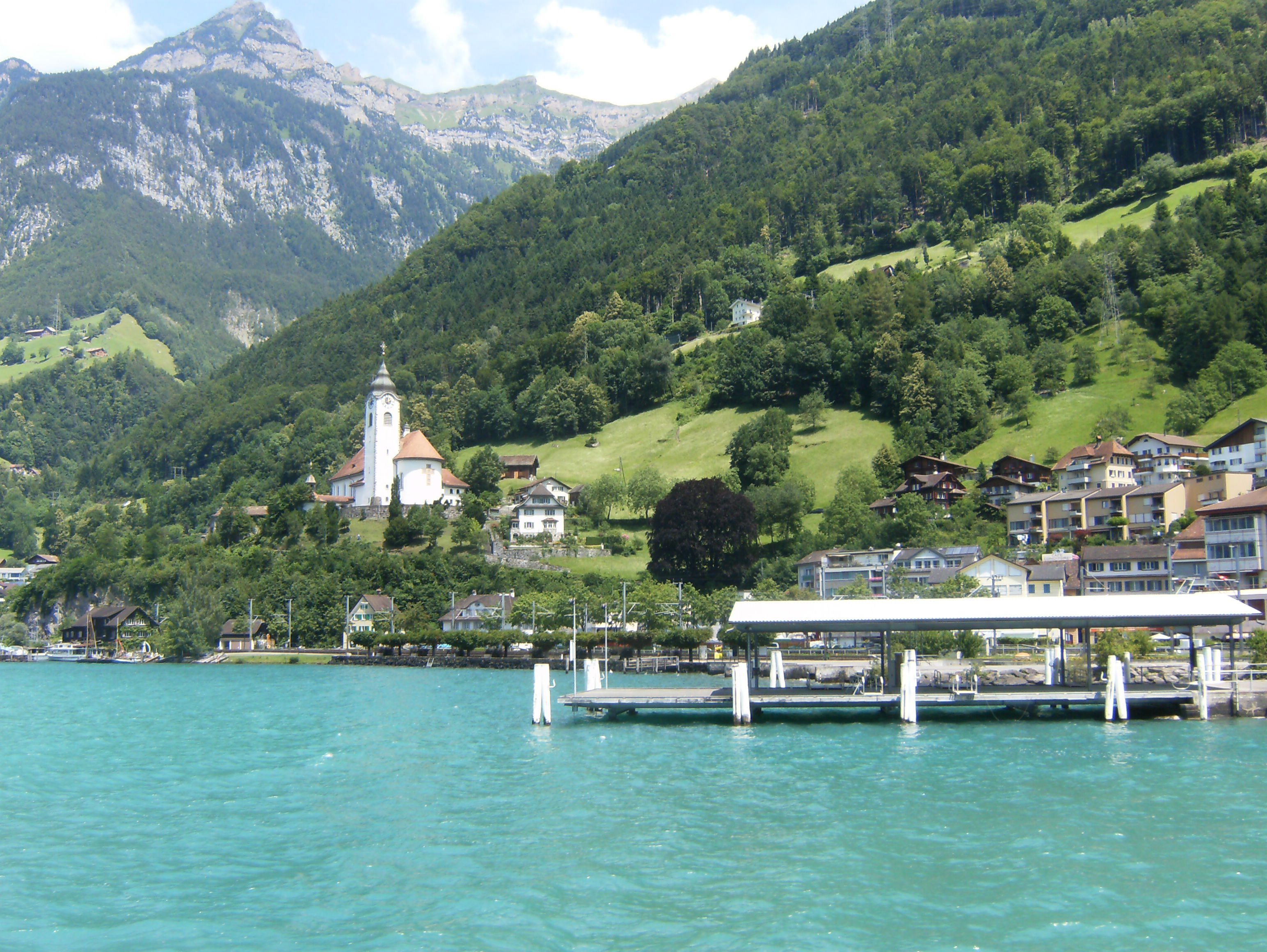
Neue Kirche oberhalb des Dorfes Flüelen

Ab 1284 gehörte die Kapelle von Flüelen, das in der alten Pfarrei Altdorf lag, dem Fraumünsterkloster von Zürich. Am 6. Oktober 1520 wurde eine neue Marien-Kapelle mit drei Altären geweiht. Im 17. Jahrhundert erhielt Flüelen die erste, den Heiligen Georg und Nikolaus geweihte Kirche, die der apostolische Nuntius Friedrich Borromäus am 16. November 1664 einweihte, worauf die neue Pfarrei Flüelen im Jahr 1665 von Altdorf unabhängig wurde.
Zu Beginn des 20. Jahrhunderts benötigte das Dorf eine grössere Kirche. Das zur Bestimmung ihres Standorts eingesetzte Schiedsgericht bezeichnete den oberen Grundbühl als den geeigneten Bauplatz. Am 19. August 1909 erging der Bauauftrag an den Architekten Paul Siegwart (1876–1924) von Flüelen, der in Aarau wohnte. Nach der Grundsteinlegung vom 21. August 1910 folgte am 3. Dezember 1911 die Glockenweihe und am 6. August 1912 die Konsekration der Kirche durch den Churer Bischof Georg Schmid von Grüneck.

## Architektur
Das sechsjochige Schiff der Pfarrkirche hat eine Länge von rund 29, eine Breite von knapp 15 und eine Höhe von 12 Metern. Der Chorraum wurde ganz von den Brüdern des Klosters Beuron ausgemalt. Es soll dies die einzige komplett erhaltene Arbeit der Beuroner Kunstschule sein. In der Apsis ist über dem Altar der Herz-Jesu-Christus abgebildet, und auf den Seiten knien die Patrone der alten Kirche, Georg und Nikolaus. 

## Ausstattung
Gipsbüsten der Apostel stehen auf den seitlichen Hauptpfeilern. Die Apostel Petrus und Paulus sind in den farbigen Chorfenstern dargestellt. Gemälde des hl. Josef, Glasfenster der hl. Agatha, des hl. Sebastian und der hl. Cäcilia, Bronzestatuen des hl. Augustinus und des hl. Gregor auf dem Hochaltar und Deckenmedaillons der 14 Nothelfer gehören zum reichen Bildprogramm der Kirche.
Als grossformatige Kunstschmiedearbeit steht das Kreuz mit dem Herz-Jesu-Signet auf dem Kirchturm.

## Orgel
Die im Jahr 1912 von der Orgelbaufirma Goll & Cie. als Opus 379 für die Herz-Jesu-Kirche von Flüelen gelieferte Orgel mit 30 Registern auf zwei Manualen und Pedal wurde erstmals 1926 und dann erneut 1929, 1950 und 1962 renoviert und mehrfach verändert. 1991 wurde eine neue Orgel von Orgelbau Mathis Orgelbau mit 27 Registern eingeweiht.

## Glocken
Die fünf Kirchenglocken von 1911 stellte die Glockengiesserei Grassmayr in Feldkirch her. Sie sind auf die Schlagtöne  B° – c' – d' – f' – b' gestimmt.